# Marko Jovanović (zapaśnik)
Marko Jovanović (ur. 2 września 1991) – serbski zapaśnik walczący w stylu wolnym. Zajął szesnaste miejsce na mistrzostwach Europy w 2017. Trzykrotny medalista mistrzostw śródziemnomorskich, w tym srebrny w 2012. Startuje również w grapplingu i zapasach plażowych, w których został wicemistrzem świata w 2012 roku.